# Professional'nyj Futbol'nyj Klub Soči
Il Professional'nyj Futbol'nyj Klub Soči (in russo Профессиональный Футбольный Клуб Сочи?), meglio nota come Soči, è una società calcistica russa con sede nella città di Soči. Milita in Prem'er-Liga, la massima divisione del campionato russo di calcio.

## Storia
Il Soči è stato fondato il 6 giugno 2018 in seguito al trasferimento della Dinamo San Pietroburgo a Soči, diventando così l'unica squadra di calcio professionistica della città.
L'11 maggio 2019 ha ottenuto la certezza matematica della storica prima promozione nella massima serie russa. Il 20 novembre 2019 il Soči ha annunciato le dimissioni di Aleksandr Točilin, venendo sostituito temporaneamente da Ṙoman Berezovski. L'8 dicembre 2019 il Soči ha assunto Vladimir Fedotov come allenatore, che ha firmato un contratto di due anni e mezzo.
Il 19 giugno 2020 il Soči ha demolito il Rostov con il risultato di 10-1, è la più larga vittoria in tutta la storia della Prem'er-Liga. Il Rostov aveva perso la prima e la seconda squadra (42 giocatori in totale) a causa della positività al COVID-19 in entrambe le squadre. Il Sochi chiuse il campionato al 12º posto nella sua stagione d'esordio nella massima serie, evitando la retrocessione.
Al termine della stagione 2020-2021, chiusa al 5º posto, il Soči si è qualificato per la prima volta a una competizione europea, la UEFA Europa Conference League in questo caso. L'anno seguente conquista invece un secondo posto in campionato.

## Organico

### Rosa 2024-2025
Aggiornata al 8 febbraio 2025.
| N. |                     | Ruolo | Calciatore            |
| -- | ------------------- | ----- | --------------------- |
| 1  | Russia (bandiera)   | P     | Denis Adamov          |
| 3  | Slovenia (bandiera) | D     | Vanja Drkusic         |
| 4  | Mali (bandiera)     | D     | Moussa Sissako        |
| 5  | Russia (bandiera)   | D     | Pavel Maslov          |
| 6  | Russia (bandiera)   | C     | Artur Rimovič Jusupov |
| 8  | Russia (bandiera)   | C     | Kirill Kravtsov       |
| 10 | Russia (bandiera)   | A     | Ivan Ignat'ev         |
| 12 | Russia (bandiera)   | P     | Nikolay Zabolotnyi    |
| 13 | Russia (bandiera)   | D     | Sergey Terekhov       |
| 14 | Russia (bandiera)   | A     | Daniil Martovoy       |
| 15 | Russia (bandiera)   | C     | Ibragim Tsallagov     |
| 16 | Ecuador (bandiera)  | C     | Christian Noboa       |
| 17 | Russia (bandiera)   | D     | Artëm Makarčuk        |

| N. |                    | Ruolo | Calciatore         |
| -- | ------------------ | ----- | ------------------ |
| 18 | Russia (bandiera)  | A     | Nikita Burmistrov  |
| 19 | Russia (bandiera)  | C     | Timofey Shipunov   |
| 20 | Russia (bandiera)  | D     | Igor Yurganov      |
| 22 | Russia (bandiera)  | D     | Oleg Kožemjakin    |
| 23 | Russia (bandiera)  | C     | Kirill Ushatov     |
| 26 | Russia (bandiera)  | D     | Artem Meshchaninov |
| 27 | Russia (bandiera)  | D     | Kirill Zaika       |
| 28 | Russia (bandiera)  | C     | Amir Batyrev       |
| 33 | Brasile (bandiera) | D     | Marcelo Alves      |
| 34 | Russia (bandiera)  | D     | Timofey Margasov   |
| 35 | Russia (bandiera)  | P     | Soslan Dzhanaev    |
|    | Russia (bandiera)  | D     | Artëm Makarčuk     |
|    | Russia (bandiera)  | D     | Dmitrij Čistjakov  |

### Rosa 2023-2024
Aggiornata al 30 gennaio 2024.
| N. |                           | Ruolo | Calciatore            |
| -- | ------------------------- | ----- | --------------------- |
| 1  | Russia (bandiera)         | P     | Denis Adamov          |
| 3  | Slovenia (bandiera)       | D     | Vanja Drkusic         |
| 4  | Mali (bandiera)           | D     | Moussa Sissako        |
| 5  | Costa d'Avorio (bandiera) | C     | Victorien Angban      |
| 6  | Russia (bandiera)         | C     | Artur Rimovič Jusupov |
| 8  | Russia (bandiera)         | C     | Kirill Kravtsov       |
| 10 | Russia (bandiera)         | A     | Ivan Ignat'ev         |
| 12 | Russia (bandiera)         | P     | Nikolay Zabolotnyi    |
| 13 | Russia (bandiera)         | D     | Sergey Terekhov       |
| 14 | Russia (bandiera)         | A     | Daniil Martovoy       |
| 15 | Russia (bandiera)         | C     | Ibragim Tsallagov     |
| 16 | Ecuador (bandiera)        | C     | Christian Noboa       |
| 17 | Russia (bandiera)         | D     | Artëm Makarčuk        |

| N. |                    | Ruolo | Calciatore         |
| -- | ------------------ | ----- | ------------------ |
| 18 | Russia (bandiera)  | A     | Nikita Burmistrov  |
| 19 | Russia (bandiera)  | C     | Timofey Shipunov   |
| 20 | Russia (bandiera)  | D     | Igor Yurganov      |
| 22 | Russia (bandiera)  | A     | Joãozinho          |
| 23 | Russia (bandiera)  | C     | Kirill Ushatov     |
| 26 | Russia (bandiera)  | D     | Artem Meshchaninov |
| 27 | Russia (bandiera)  | D     | Kirill Zaika       |
| 28 | Russia (bandiera)  | C     | Amir Batyrev       |
| 33 | Brasile (bandiera) | D     | Marcelo Alves      |
| 34 | Russia (bandiera)  | D     | Timofey Margasov   |
| 35 | Russia (bandiera)  | P     | Soslan Dzhanaev    |
|    | Russia (bandiera)  | D     | Dmitrij Čistjakov  |